# Cupido
Cupido, também conhecido como Amor, era o deus equivalente na mitologia romana ao deus grego Eros. Filho de Vênus e de Marte, (o deus da guerra) andava sempre com seu arco, pronto para disparar sobre o coração de homens e deuses. Teve um romance muito famoso com a princesa Psiquê, a deusa da alma.
Cupido encarnava a paixão e o amor em todas as suas manifestações. Logo que nasceu, Júpiter (rei dos deuses), sabedor das perturbações que iria provocar, tentou obrigar Vénus a se desfazer dele. Para protegê-lo, a mãe o escondeu num bosque, onde ele se alimentou com leite de animais selvagens. 
Cupido era geralmente representado como um menino alado que carregava um arco e um carcás com setas. Os ferimentos provocados pelas setas que atirava despertavam amor ou paixão em suas vítimas. Outras vezes representavam-no vestido com uma armadura semelhante à que usava Marte, talvez para assim sugerir paralelos irónicos entre a guerra e o romance ou para simbolizar a invencibilidade do amor. Embora fosse algumas vezes apresentado como insensível e descuidado, Cupido era, em geral, tido como benéfico em razão da felicidade que concedia aos casais, mortais ou imortais. No pior dos casos, era considerado malicioso pelas combinações que fazia, situações em que agia orientado por Vénus.

## O mito de Cupido e Psiquê

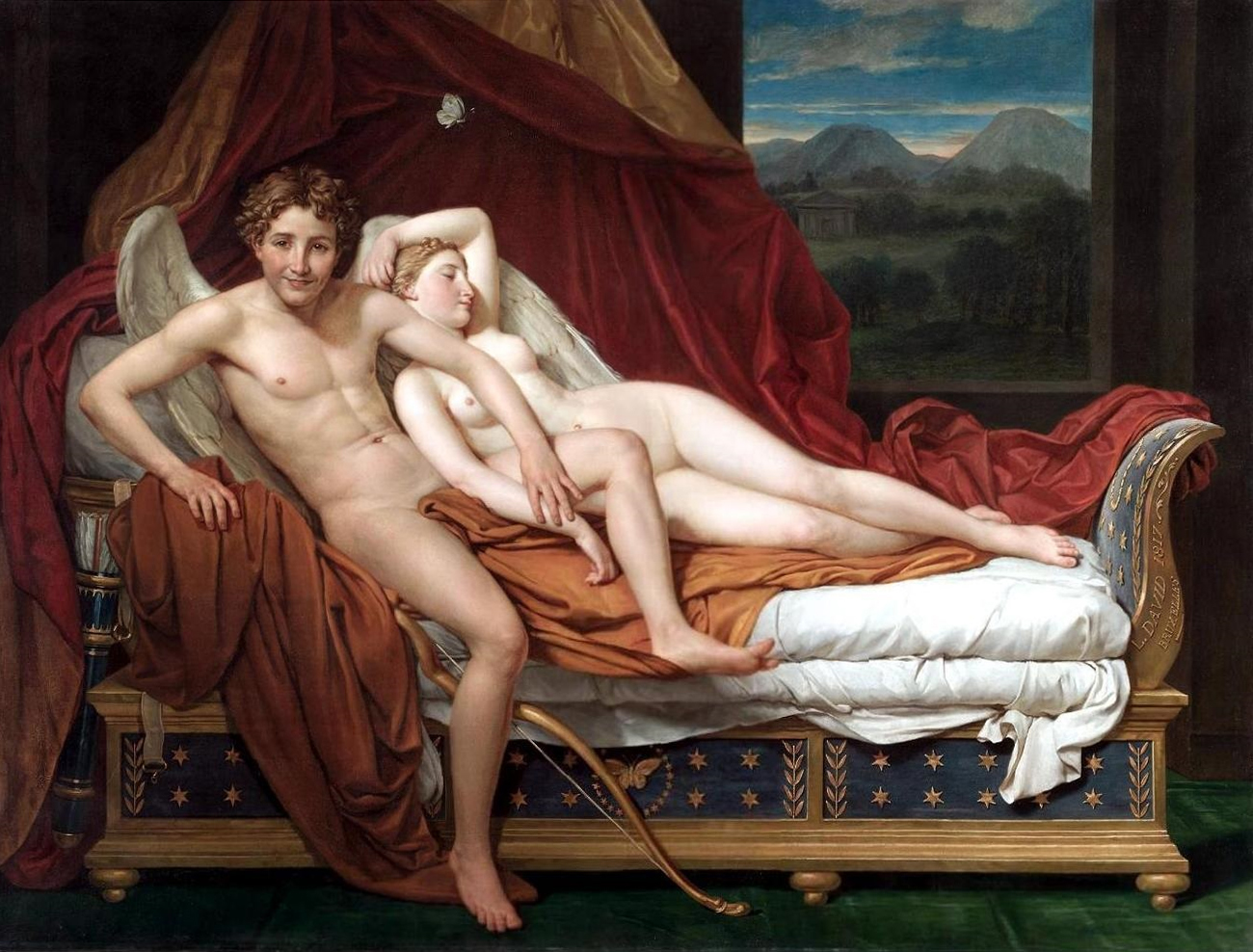
Cupido e Psiquê

Um certo dia, Vênus estava admirando a terra quando avistou uma bela moça chamada Psiquê. Vênus era uma deusa muito vaidosa e não gostava de perder em matéria de aparência, muito menos para uma mortal. Vênus chamou Mercúrio e disse-lhe: 
"- Mande esta carta para Psiquê." 
Quando Psiquê recebeu a carta ficou admirada, recebendo uma carta de uma deusa. Mas ficou muito decepcionada quando a leu. Na carta havia uma profecia clamada pela própria Vênus. A profecia dizia que Psiquê ia se casar com a mais  horrenda criatura. Desesperada, Psiquê foi contar sua sina às irmãs. Psiquê era muito inocente e nunca percebeu que suas irmãs morriam de inveja dela. 
Enquanto isso, no monte Olimpo, Vênus chamou seu filho Cupido:
"- Meu caro filho, preciso de um grande favor seu. Quero que você vá a terra e atire uma de suas flechas de amor em Psiquê, e faça com que ela se apaixone pelo homem mais feio do planeta". Cupido gostava muito de sua mãe e não quis contrariá-la. Então foi. Quando anoiteceu, Cupido foi até a casa de Psique, entrou pela janela avistou um rosto perfeito, traços encantadores. Cupido chegou bem perto para não ter a chance de errar o alvo (apesar de ter uma mira muito boa, mas estava encantado com a bela jovem). Se preparou para atirar, esticou o seu arco e quando ia soltar a flecha, Psiquê moveu o braço, e Cupido acertou ele mesmo. A partir daquele instante Cupido ficou perdidamente apaixonado pela jovem. Voltou para casa, mas não conseguiu dormir pensando na bela Psiquê. 

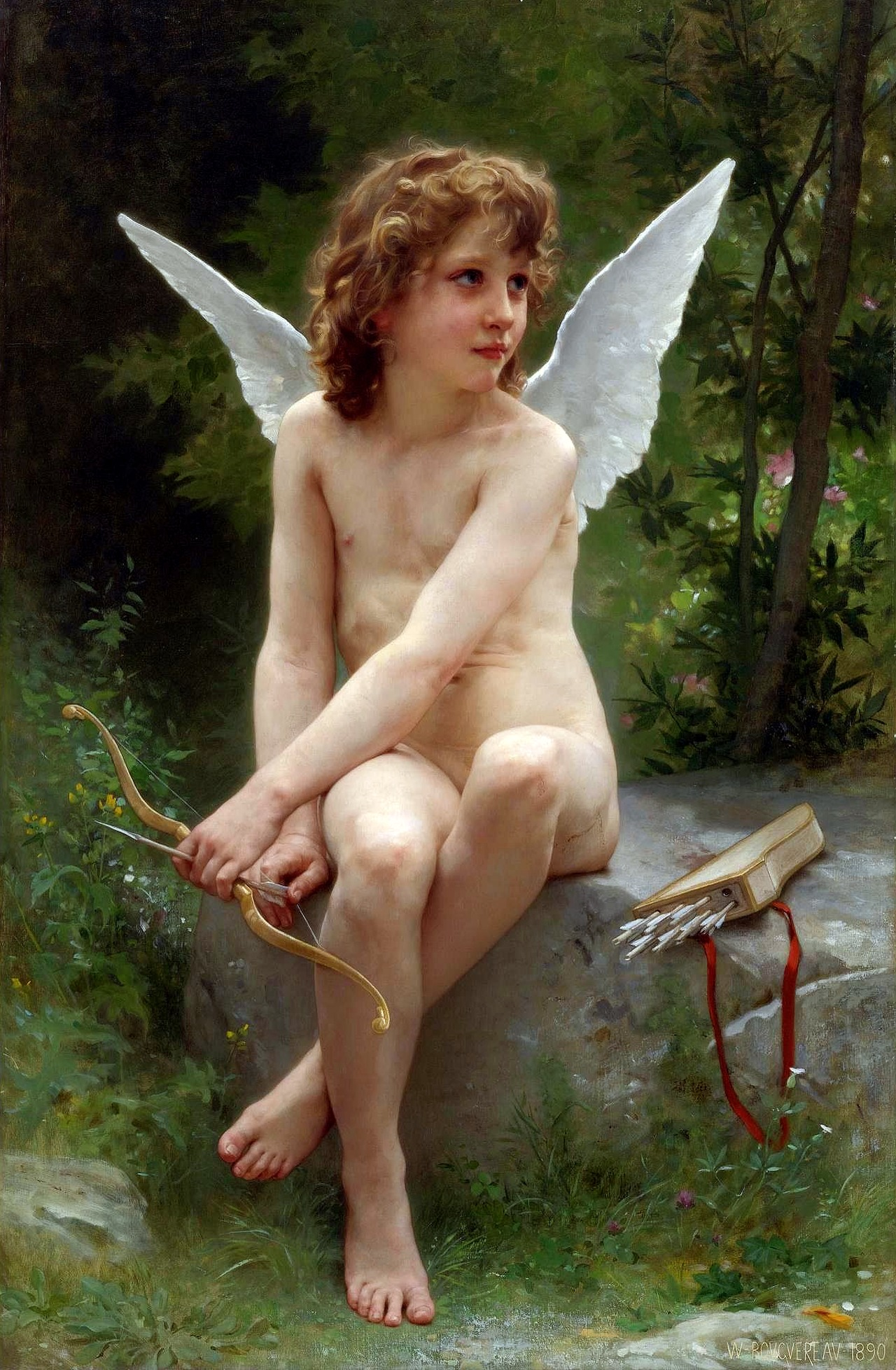
Cupido, por William-Adolphe Bouguereau

No dia seguinte, Cupido foi falar com Favônio (o vento oeste) e pediu para que transportasse Psique para os ares e a instalasse num palácio magnífico, onde era a casa de Cupido. Quando a noite caiu, a moça ouviu uma voz misteriosa e doce:
"- Não se assuste, Psiquê, sou o dono desse palácio. Ofereço a ti como presente de nosso casamento, pois quero ser seu esposo. Tudo que está vendo lhe pertence. E tudo que deseja será concedido. Favônio estará às suas ordens, ele fará tudo o que você quiser. Eu só lhe faço uma exigência: não tente me ver. Só sob esta condição poderemos viver juntos e sermos felizes". 
Toda noite Cupido vinha ver Psiquê, mas em uma forma invisível. A moça estava vivendo muito feliz naquele lindo palácio. Mas passando os dias Psiquê ficava cada vez mais curiosa para saber quem era seu marido. Certa noite, quando Cupido veio ver Psiquê, eles se encontraram e se amaram. Mas quando Cupido adormeceu, Psiquê escondida e em silêncio pegou uma lamparina e acendeu-a, e quando ela viu o belo jovem de rosto corado e cabelos loiros, ficou encantada. Mas num pequeno descuido ela deixou cair uma gota de óleo no braço do rapaz, que acordou assustado e, ao ver Psiquê, desapareceu. O encanto todo acabou, o palácio os jardins e tudo que havia em volta desapareceu, como num passe de mágica. Psiquê ficou sozinha num lugar árido, pedregoso e deserto. 
Desconsolado, Cupido voltou para o Olimpo e suplicou a Júpiter que lhe devolvesse a esposa amada. O senhor dos deuses respondeu: 
"- O deus do amor não pode se unir a uma mortal". 
Mas Cupido protestou. Será que Júpiter que tinha tanto poder não podia tornar Psiquê imortal? O senhor dos deuses sorriu lisonjeado. Além do mais como poderia de deixar de atender a um pedido de Cupido, que lhe trazia lembranças tão boas? O deus do amor o tinha ajudado muitas vezes, e talvez algum dia Júpiter precisaria da ajuda de Cupido de novo. Seria mais prudente atender o seu pedido. Júpiter mandou Mercúrio ir buscar Psiquê e lhe trouxesse para o reino celeste. Então Júpiter, o soberano, transformou Psiquê em imortal. Nada mais se opôs aos amores de Cupido e Psiquê, nem mesmo Vênus, que ao ver seu filho tão feliz se moveu de compaixão e abençoou o casal. Seu casamento foi celebrado com muito néctar, na presença de todos os deuses. 
As musas (jovens encantadas, que eram acompanhantes do deus Apolo) e as graças (jovens que representavam a beleza que acompanhavam a deusa Vênus) aclamavam a nova deusa em meio a cantos de danças. Assim Cupido viveu sua imortalidade com o ser que mais amou.

## O Cupido no mito de Apolo e Daphne

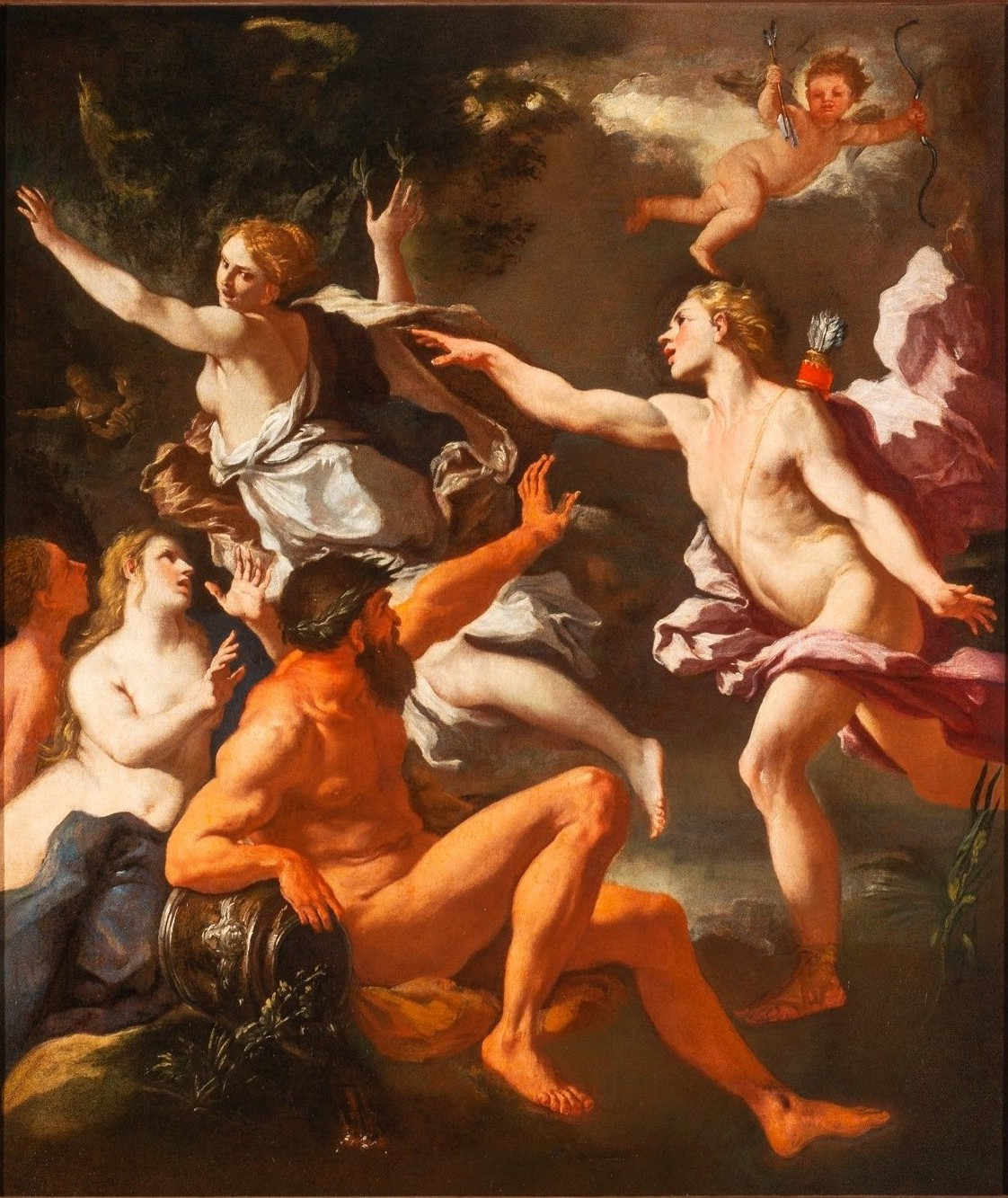
Cena mitológica com Apolo e Daphne, Casa Museu Eva Klabin.

A pintura segue a tradição da arte europeia, possivelmente vinculada à produção barroca ou neoclássica, refletindo o interesse por temas clássicos durante os séculos XVII e XVIII. A composição pode incluir, além de Apolo e Dafne, a figura de Cupido (Eros, na mitologia grega), elemento fundamental na narrativa. Segundo o mito, Cupido dispara duas flechas: uma de amor, em Apolo e outra de repúdio, em Dafne, desencadeando a tragédia.
Se representado na obra, Cupido pode aparecer como uma figura alada, observando a cena com ar cúmplice ou irônico, reforçando o caráter dramático e simbólico da história. Sua presença destacaria o tema do amor como uma força caprichosa e incontrolável, típico das interpretações ovidianas.
A transformação de Dafne é frequentemente retratada com membros se tornando ramos e folhas de loureiro, enquanto Apolo, em êxtase ou desespero, tenta em vão alcançá-la.

### Autoria e proveniência
A autoria da obra ainda não foi definitivamente atribuída, mas sua iconografia sugere influências de pintores como Giovanni Battista Tiepolo ou seguidores de Nicolas Poussin, que trataram do tema com frequência. A peça foi adquirida por Eva Klabin em meados do século XX, integrando sua coleção de arte mitológica integrante do acervo da Casa Museu Eva Klabin, localizada no Rio de Janeiro, Brasil.